# Mesdach de ter Kiele
Mesdach de ter Kiele was een Zuid-Nederlandse adellijke en notabele familie.

## Geschiedenis
- De familie Mesdach behoorde tot de West-Vlaamse adel, hoofdzakelijk uit Veurne en omgeving. Ze had een stamboom die opklom tot in de 14e eeuw.
- In 1782 verleende keizer Jozef II de persoonlijke titel ridder aan Willem Mesdach, heer van ter Kiele en Blauwvoetswalle, grootbaljuw van de stad en de kasselrij Veurne.

## Genealogie
- Lodewijk Mesdach, raadsheer van graaf Lodewijk van Male, x Madeleine van der Heyden
  - Wauthier Mesdach, x Anne van den Heede 
    - Olivier Mesdach, x Liévine De Lummen dit van Marcke
      - Louis Mesdach (overleden in 1458), secretaris van de hertogen van Bourgondië, x Isabeau van Merendré
        - Josse Mesdach (1459-1492), x Isabeau de Stavele
          - Louis Mesdach, raadsheer bij de Raad van Vlaanderen, x Jacqueline de Grammez
            - Gerard Mesdach, van wie een dochter trouwde met een de Crombrugghe de Looringhe
            - Jean Mesdach, secretaris van de Geheime Raad, x Maria de Langhe
              - Cornelius Mesdach, secretaris van de Geheime Raad, x Jossine de Berthy
                - François Mesdach, burgemeester van Brussel, x Jeanne de Ruland
                  - Charles-Joseph Mesdach, heer van Kuurne, x Catherine de la Kethulle
                    - Charles-François Mesdach (overleden in 1769), laatste telg van deze familietak

      - Gilles Mesdach, x in 1452 met Marguerite Veyse
        - Jean Mesdach, x in 1490 met Avezoete de Craene
          - Pierre Mesdach (overleden in 1604), x Elisabeth van den Berghe
            - Willem Mesdach (overleden in 1609), x Laurence de Buck (overleden in 1617)
              - Pierre Mesdach (°1595), x Jeanne Kekeraert
                - Pierre Mesdach (overleden in 1684), heer van ter Kiele, x Jeanne de Cauwe
                  - Jean-Baptiste Mesdach (1650-1709), schepen, keurheer en watergraaf van Veurne, x Marie Pierins
                    - Pierre-Joseph Mesdach (1683-1730), schepen, keurheer en watergraaf van Veurne, x Claire Janssens (1691-1763)
                      - Louis-François Mesdach 1719-1750), schepen van Veurne, x Marie-Anne van der Fosse (1720-1780) 
                        - Willem Mesdach (1746-1819), heer van ter Kiele, advocaat bij de Grote Raad in Mechelen, voorzitter van de rechtbank in Veurne, grootbaljuw van de stad en de kasselrij Veurne, onder het Franse keizerrijk raadsheer bij de prefectuur van de Leie, x Angèle Walwein (overleden in 1815)
                          - Lodewijk Mesdach (zie hierna)
                          - Joseph Mesdach de ter Kiele (1788-1834), volksvertegenwoordiger, x Sophie van Ruymbeke (1799-1849)
                            - Louis Mesdach de ter Kiele (zie hierna)
                            - Charles Mesdach de ter Kiele (zie hierna)

## Lodewijk Mesdach
- Lodewijk Willem Carolus-Borromeus Mesdach (Ieper, 13 december 1784 - Gent, 12 mei 1857), directeur van rechtstreekse belastingen en inspecteur van de Burgerlijke Godshuizen in Gent, trouwde in 1816 in Gent met Marie-Anne Herry (1795-1865), zus van Gustave Herry, burgemeester van Mariakerke, provincieraadslid van Oost-Vlaanderen, volksvertegenwoordiger en senator. Ze kregen vier kinderen. Op 24 mei 1830, onder het Verenigd Koninkrijk der Nederlanden, verkreeg hij adelserkenning en op 6 augustus 1830 de titel ridder, overdraagbaar bij eerstgeboorte.
  - Gustave Mesdach (1828-1887), verkreeg in 1885 vergunning om de ter Kiele aan de familienaam toe te voegen. Hij trouwde in 1856 in Gent met Elvire van Pottelsberghe de la Potterie (1829-1905). Ze kregen vijf kinderen.
    - Émile Mesdach de ter Kiele (1865-1930), trouwde in 1897 in Ranst met Marie de Gilman de Zevenbergen (1864-1931), dochter van Frédéric de Gilman de Zevenbergen, provincieraadslid van Antwerpen en gemeenteraadslid van Ranst. Bij zijn dood doofde deze familietak uit.

## Louis Mesdach de ter Kiele
- Louis Charles Marie Mesdach de ter Kiele (Kortrijk, 31 mei 1821 - Parijs, 10 juli 1882), burgerlijk ingenieur, werd in 1862, samen met zijn broer, erkend in de erfelijke adel. Hij trouwde in 1850 in Brussel met Sophie Engler (°1828). Ze hadden een enige zoon, die ongetrouwd bleef.

## Charles Mesdach de ter Kiele
- Charles-Jean Mesdach de ter Kiele (Kortrijk, 14 augustus 1825 - Brussel, 7 januari 1915), procureur-generaal bij het Hof van Cassatie, werd in 1862, samen met zijn broer, erkend in de erfelijke adel. Hij trouwde in 1858 in Brussel met Esther Barbanson (1837-1928), dochter van Jean Barbanson, advocaat, lid van het Nationaal Congres, gemeenteraadslid van Brussel, provincieraadslid van Brabant en senator. Ze kregen twee zoons en vier dochters:
  - Louis Mesdach de ter Kiele (1859-1917)
  - Albert Mesdach de ter Kiele (1861-1942), advocaat, trouwde in 1889 in Antwerpen met Louise Grisar (1869-1961), dochter van Ernest Grisar, industrieel en medeoprichter van voetbalclub Beerschot. Ze kregen een dochter.
    - Yvonne Mesdach de ter Kiele (1890-1973) trouwde in 1909 in Brussel met graaf Herman d'Oultremont (1882-1943), officier, zoon van graaf Adrien d'Oultremont, militair, commissaris-generaal van wereldtentoonstellingen, volksvertegenwoordiger en bestuurder. Ze kregen twee dochters, met afstammelingen tot heden. Met haar dood doofde de familie Mesdach de ter Kiele uit.

  - Berthe Mesdach de ter Kiele (1863-1950), trouwde in 1882 in Brussel met Henri Dumon (1859-1914), advocaat, zoon van Henri Dumon, industrieel, gemeenteraadslid van Doornik en senator. Ze kregen een zoon en twee dochters, met afstammelingen tot heden.
  - Mathilde Mesdach de ter Kiele (1869-1958), trouwde in 1895 in Brussel met Léon Greindl (1867-1944), luitenant-generaal, zoon van Jules Greindl, diplomaat, minister van Staat. Ze kregen twee zoons en drie dochters, met afstammelingen tot heden.
  - Madeleine Mesdach de ter Kiele (1873-1906), trouwde in 1894 in Brussel met Charles Demeure (1865-1921), advocaat-generaal bij het Hof van Cassatie, zoon van Emmanuel Demeure, raadsheer in het Hof van Cassatie. Ze kregen een zoon en een dochter, met afstammelingen tot heden.
  - Germaine Mesdach de ter Kiele (1878-1951), trouwde in 1902 in Brussel met André van Maldeghem (1877-1964), zoon van Auguste van Maldeghem, eerste voorzitter van het Hof van Cassatie. Ze kregen drie zoons en drie dochters, met afstammelingen tot heden.